# 野田冰峰
野田冰峰（日語：ダノンマッキンリー），是日本現役純種競賽馬匹。目前主要勝利由2024年獵鷹錦標及天鵝錦標。

## 出賽前
2021年4月7日出生於北海道安平町北部牧場，成長途中於拍賣會上被馬主公司Danox Co. Ltd.以2億4200萬日圓購入，其後交由栗東訓練中心練馬師藤原英昭訓練。

## 競賽生涯

### 2歲
2023年9月30日出戰阪神競馬場2歲新馬戰，本次比賽一直盤踞於第二的位置下，在直路順利突圍，最終拉開Poetry 1 1/4馬位優勢取得首勝。
11月19日選擇以一捷馬戰秋明菊賞作為目標，稍為留住在後方下於直路上展現優秀的加速力，最終超越對手之餘更以2 1/2馬位取勝。
年末出戰一級賽朝日盃未來錦標，本次比賽維持在中團附近追走，雖然於直路上嘗試加速上前，但未能跑出衝刺力加最終僅以第八完賽。

### 3歲
2024年首戰為表列賽番紅花錦標，保持在第三附近的先頭部隊之中下，在直路嘗試沿中內欄推進，但最終未能維持走勢下以第五落敗。
3月16日出戰三級賽獵鷹錦標，因近來戰績不佳賽前僅取得第七人氣。比賽開始後，其於中後方位置保持沉穩的步伐，一直處於遮擋之中逐步推進。進入直路後，其隨即抽出該當位置望空，跑出後600米33.6秒的優秀末腳下成功超越所有對手，以1/2馬位優勢戰勝Orchid Romance取得首個分級賽冠軍。
5月中旬按照計劃挑戰NHK一哩賽，然而賽事中其於後方位置展開推進下，在直路僅能以均速行進，最終以第十三大敗。
稍為休養過後在夏季出戰UHB賞但僅跑獲第六，於2星期後的堅蘭盃亦未能發揮實力以第七落敗。
進入秋季後，其選擇以天鵝錦標作為年度首戰，本次比賽在初段隨即放慢節奏保持在馬群之中的中團位置，並於彎道處開始發力上前。進入直路後，其以不俗的反應逐步透出，最終亦能在最後一步阻止越野跑及小俏皮的攻勢，再度取得分級賽優勝。
未有前往一哩冠軍賽下於年末挑戰阪神盃，然而此戰再度陷入反應平平的局面，在直路上未能順利展現加速最終跑獲第十一。

### 4歲
2025年首戰為阪急盃，比賽初段其選擇在第七、八附近的位置推進，直至彎道處開始有望空的動作。於直路上，其繼續在中檔開始加速上前，最終稍為衝刺下敗於五雪峰、朝霞大王及真炫美取得第四。
其後未有前往高松宮紀念，而是遠征阿聯酋的阿喬斯短途錦標。比賽開始後，其保持在馬群靠前位置展開推進，在中段開始貼近內欄嘗試透出。進入末段，其仍然以貼欄的姿態推進，雖然未能壓制勢頭甚旺的堅信、紅瑪瑙及一區霸主，但仍然可以阻止純魔法的攻勢保住第四。
完成在阿聯酋的賽事後轉戰香港，以主席短途獎作為目標。比賽開始後，其隨即保持在隊伍靠後的位置等待時機，但在直路上毫無反應下一直墮後，最終以包尾第十三大敗。而經過賽後檢查，其被發現賽事中出現流鼻血的情況。

### 詳細賽績
| 日期       | 舉辦國家/地區 | 馬場 | 距離   | 級別 | 賽事名稱       | 負重 | 騎師     | 馬號 | 出馬 | 名次 | 時間    | 頭馬（二馬）        |
| ---------- | ------------- | ---- | ------ | ---- | -------------- | ---- | -------- | ---- | ---- | ---- | ------- | ------------------- |
| 30/9/2023  | 日本          | 阪神 | 草1400 |      | 2歲新馬        | 55   | 川田將雅 | 6    | 18   | 1    | 1:21.2  | （Poetry）          |
| 19/11/2023 | 日本          | 京都 | 草1400 |      | 秋明菊賞       | 56   | 川田將雅 | 3    | 8    | 1    | 1:20.7  | （Taisei Response） |
| 17/12/2023 | 日本          | 阪神 | 草1600 | GI   | 朝日盃未來錦標 | 56   | 李慕華   | 8    | 17   | 8    | 1:34.3  | 遠觀天象            |
| 27/1/2024  | 日本          | 東京 | 草1400 | L    | 番紅花錦標     | 57   | 李慕華   | 4    | 10   | 5    | 1:21.2  | Logi Leon           |
| 16/3/2024  | 日本          | 中京 | 草1400 | GIII | 獵鷹錦標       | 57   | 北村友一 | 15   | 17   | 1    | 1:20.2  | （Orchid Romance）  |
| 5/5/2024   | 日本          | 東京 | 草1600 | GI   | NHK一哩賽      | 57   | 北村友一 | 1    | 18   | 13   | 1:33.6  | 遠觀天象            |
| 11/8/2024  | 日本          | 札幌 | 草1200 | OP   | UHB賞          | 56   | 北村友一 | 11   | 16   | 6    | 1:08.2  | 紫爍爍              |
| 25/8/2024  | 日本          | 札幌 | 草1200 | GIII | 堅蘭盃         | 55   | 戶崎圭太 | 14   | 16   | 7    | 1:08.5  | 里見夢境            |
| 26/10/2024 | 日本          | 京都 | 草1400 | GII  | 天鵝錦標       | 55   | 松山弘平 | 17   | 17   | 1    | 1:20.5  | （越野跑）          |
| 21/12/2024 | 日本          | 京都 | 草1400 | GII  | 阪神盃         | 57   | 杜滿樂   | 13   | 18   | 11   | 1:20.6  | 奈村佳盈            |
| 22/2/2025  | 日本          | 京都 | 草1400 | GIII | 阪急盃         | 58   | 北村友一 | 17   | 18   | 4    | 1:22.0  | 五雪峰              |
| 5/4/2025   | 阿聯酋        | 美丹 | 草1200 | GI   | 阿喬斯短途錦標 | 59.5 | 杜滿樂   | 2    | 11   | 4    | 1:08.16 | 堅信                |
| 27/4/2025  | 香港          | 沙田 | 草1200 | GI   | 主席短途獎     | 57   | 連達文   | 7    | 13   | 13   | 1:09.90 | 嘉應高昇            |

## 血統簡介
父系滿樂時爲日本賽駒，生涯戰績彪炳，於一哩及中距離賽均有表現，曾勝出香港一哩錦標、香港盃及秋季天皇賞等六項一級賽。祖父銀幕英雄亦爲日本賽駒，生涯戰績不俗，曾勝出一級賽日本盃。
母系皇后凱旋為愛爾蘭出生的英國賽駒，生涯戰績優秀，曾勝出一千堅尼錦標。外祖父羅馬聖君為愛爾蘭賽駒，生涯活躍於2歲賽事，曾於鳳凰錦標及法國準則大賽取得勝利。

### 血統表
| 父線：雷弼圖系（Hail to Reason系）       |                               |                 |                |
| 種馬 滿樂時 2011年（棗色）               | 銀幕英雄 2004年（栗色）       | 草上飛          | Silver Hawk    |
| 種馬 滿樂時 2011年（棗色）               | 銀幕英雄 2004年（栗色）       | 草上飛          | Ameriflora     |
| 種馬 滿樂時 2011年（棗色）               | 銀幕英雄 2004年（栗色）       | Running Heroine | 週日寧靜       |
| 種馬 滿樂時 2011年（棗色）               | 銀幕英雄 2004年（栗色）       | Running Heroine | Dyna Actress   |
| 種馬 滿樂時 2011年（棗色）               | Mejiro Frances 2001年（棗色） | 嘉年傑          | 鞍匠井         |
| 種馬 滿樂時 2011年（棗色）               | Mejiro Frances 2001年（棗色） | 嘉年傑          | Detroit        |
| 種馬 滿樂時 2011年（棗色）               | Mejiro Frances 2001年（棗色） | Mejiro Monterey | Mogami         |
| 種馬 滿樂時 2011年（棗色）               | Mejiro Frances 2001年（棗色） | Mejiro Monterey | Mejiro Quincey |
| 繁殖雌馬 凱旋皇后 2009年（棗色）         | 羅馬聖君 2004年（棗色）       | 丹山            | 單色           |
| 繁殖雌馬 凱旋皇后 2009年（棗色）         | 羅馬聖君 2004年（棗色）       | 丹山            | Razyana        |
| 繁殖雌馬 凱旋皇后 2009年（棗色）         | 羅馬聖君 2004年（棗色）       | L'On Vite       | 秘書處         |
| 繁殖雌馬 凱旋皇后 2009年（棗色）         | 羅馬聖君 2004年（棗色）       | L'On Vite       | Fanfreluche    |
| 繁殖雌馬 凱旋皇后 2009年（棗色）         | Lagrion 1989年（栗色）        | Diesis          | Sharpen Up     |
| 繁殖雌馬 凱旋皇后 2009年（棗色）         | Lagrion 1989年（栗色）        | Diesis          | Doubly Sure    |
| 繁殖雌馬 凱旋皇后 2009年（棗色）         | Lagrion 1989年（栗色）        | Wrap it up      | Mount hagen    |
| 繁殖雌馬 凱旋皇后 2009年（棗色）         | Lagrion 1989年（栗色）        | Wrap it up      | Doc Nan        |
| 雌系：號族：9-c                          |                               |                 |                |
| 五代內近親交配：單色 5×4、北地舞人 5×5×5 |                               |                 |                |

## 命名由來
名字中，Danon（ダノン）為馬主Danox Co. Ltd.冠名，源自公司名字，而公司名字出自公司代表野田順弘之姓氏「野田」（ノダ）倒轉後的變體，McKinley（マッキンリー）為位於美國阿拉斯加州迪那利的麥金利山，香港取其終年積雪的特點，翻譯為「冰峰」。

## 外部連結
- 野田冰峰 netkeiba.com
- 血統表